# Janine Piguet
Pour les articles homonymes, voir Piguet.
Janine Piguet est une comédienne et réalisatrice suisse, née en 1980 à Berne.

## Biographie
Janine Piguet naît en 1980 à Berne. Son père est un chercheur alémanique ; sa mère, Romande, est pianiste,. Elle a deux frères. 
Elle grandit à Berne, au Tessin, à Paris et à Londres, dans une famille de musiciens. C'est dans les arènes de Vérone, à cinq ans, en voyant l'opéra Turandot de Puccini, qu'elle s'imagine un jour travailler sur scène.  
En tant qu'actrice, elle est diplômée de l'école des Enfants Terribles à Paris, et du programme European Act de la Royal Academy of Dramatic Art (RADA) et de l’Actors' Center à Londres. Quadrilingue, elle joue en allemand, anglais, français et italien. Elle se forme aussi à l'opéra et au jazz (chant) et fait des études de biologie à l'université de Neuchâtel. Botaniste tropicale, elle a étudié la pollinisation par les mammifères en forêts vierges dans différents pays, notamment à Madagascar et en Équateur où elle étudie les chauves-souris. 
Elle commence sa carrière de comédienne de théâtre en France, sous la direction de Fabrice Eberhard avant de jouer dans le film FLA (faire l'amour) de Djinn Carrénard, sélectionné à la semaine de la critique 2014 à Cannes.
En 2016, elle interprète le rôle principal féminin du film Faeryland, de Magga Ettori aux côtés d'Yves Duteil. 
En 2019, elle est nommée comme productrice au prix du cinéma suisse pour le film Bacha Posh, dans lequel elle joue également.
Elle réalise deux courts métrages dans le monde de la musique ; Jusqu'aux étoiles, qui reçoit plusieurs prix, et  Fortissimo qui remporte 23 prix, dont plusieurs prix d'interprétation pour Janine Piguet pour son rôle d'une pianiste passionnée agaçant une voisine névrosée, peu amatrice de Rachmaninov.  En 2020 également, sort le clip Ballade avec Chopin pour la pianiste coréenne HJ Lim et le clip qui représente la Suisse à l'Eurovision (Gjon's tears, répondez-moi),. Ses créations audiovisuelles se passent souvent dans des univers oniriques, à mi-chemin entre l’imaginaire et le réel qu'elle illustre avec une imagination fertile. Après avoir parlé de sa mère dans Fortissimo, elle prépare un film sur sa grand-mère.
En 2021 I-Art, série dans laquelle elle joue un petit rôle en anglais, est sélectionnée à Cannes séries 2021. 
La même année, Janine Piguet joue dans le film de Plonk et Replonk, montré dans une exposition à la Saline royale d'Arc-et-Senans. Elle apparaît également dans leur livre et de nombreuses photos de l'exposition.
En 2022, elle joue un monologue pour collecter de l’argent pour l’Ukraine. Son film, sélectionné parmi les dix meilleurs, sera montré au Baron's court Theater à Londres dans le cadre d’une collecte pour UNHCR. 
Elle interprète le rôle principal féminin du film de Jean-François Amiguet, Old boys aux côtés de Bernard Verley et de Zoé. C'est alors qu'elle accompagnait un ami sur les repérages du film que le cinéaste, qui cherchait encore son héroïne, la découvre et la choisit pour donner la réplique à Bernard Verley.  Elle y incarne une serveuse au franc-parler qui ne se laisse pas faire et tente de découvrir qui est son père. Le film sort en 2022 au cinéma en Suisse. En décembre 2022, elle reçoit un prix d'interprétation au Smyrna film festival pour sa performance de Bibi dans Old boys .
En 2023, elle joue une rédactrice d'un journal des années 80 dans un film de l'exposition "Wir und der Journalismus, auf der Suche nach der Wahrheit"  qui fait un circuit dans plusieurs musées suisses.

## Filmographie  (sélection)

### Actrice

#### Longs métrages
- 2022 : Old boys, de Jean-François Amiguet, Zagora films : Bibi
- 2019 : Deathcember, Alyosha Saari, Epic pictures group : la mère[25]
- 2019 : Chroma, Jean-Laurent Chautems, PS prod : la femme d'internet[26]
- 2016 : Faeryland de Magga Ettori : Aisling
- 2014 : FLA de Djinn Carrénard et Salomé Blechmans : la créature au cigare[7]

#### Courts métrages
- 2021 : La Sucrine royale, Plonk et Replonk[17]
- 2019 : Fortissimo, de Janine Piguet : la pianiste[27],[3]
- 2018 : Bacha Posh, de Katia Scarton-Kim : la doctoresse[28],[29]
- 2017 : Le fruit du désir, de Thierry Pradervand : Eva[30]
- 2016 : Jusqu'aux étoiles, de Janine Piguet : Stella[31]
- 2013 : Le retour, de Daniel Torrisi : Jessica[32]
- 2012 : Code 21-012, de Max Bühler : l'héroïne scientifique[33]
- 2011 : Seule, de Yannick Ramon : la femme qui hante[34]
- 2009 : Le citron vert, de Patrick Hadjadj : la femme de Simon[35]
- 2006 : Étrange impression de Bertrand Amice : la secrétaire[36]

#### Séries télévisées
- 2018 : I-Art, Alex da Silva[37]

#### Réalisatrice
- 2016 : Jusqu'aux étoiles, court métrage[31]
- 2020 : Fortissimo, court métrage[3]
- 2020 : Ballade avec Chopin, clip pour HJ Lim[12]
- 2020 : Répondez-moi, clip pour Gjon's Tears, pour l'Eurovision 2020[13]

## Théâtre (sélection)
- 2018 : Vive la vie, cie Interface, théâtre du Balcon, festival d'Avignon : chanteuse et danseuse (ensembles)[38],[39]

- 2015 : L'Oubli de l'ange, cie Interface, théâtre du Balcon, festival d'Avignon : l'ange[40]

- 2014 : La Vérité de Florian Zeller, mise en scène Elidan Arzoni, Alchimic théâtre, Genève : Alice

- 2005 : Le Malade imaginaire de Molière, mise en scène Fabrice Eberhard, Château royal de Collioure : Béline

- 2005 : La Jalousie du Barbouillé de Molière, mise en scène Fabrice Eberhard, Château royal de Collioure : Angélique

- 2004 : Le Mariage forcé de Molière, mise en scène Fabrice Eberhard, Château royal de Collioure : la déesse de la beauté, une égyptienne

- 2004 : L'Amour médecin de Molière, mise en scène Fabrice Eberhard, Château royal de Collioure : l'alchimiste

## Distinctions

### Récompenses
- 2022 : Best actress, Smyrna movie festival 2022
- 2020 : Best actor award, gold award, Janine Piguet 2020[41]
- 2020 : Best female performance, Janine Piguet, Best Istambul film festival[41]
- 2020 : Florence film awards, best film Fortissimo[41]
- 2020 : Global shorts LA, Fortissimo, best film[41]
- 2020 : Montreal independant film festival, Fortissimo, best comedy[41]
- 2020 : New York movie award, best comedy, Fortissimo[41]
- 2020 : New York movie award, best actress, Janine Piguet
- 2020 : Best actress, soundance festival, Barcelona[42]
- 2020 : Best music comedy, Fortissimo, soundance festival, Barcelona[42]
- 2017 : Best actress in a fantasy, actors awards LA[41]
- 2017 : Global shorts Los Angeles, award of merit[41]

### Nominations
- 2019 : prix du cinéma suisse, comme productrice pour le court métrage Bacha Posh[9]